# 新鄭機場駅
新鄭機場駅（しんていきじょう-えき）は中華人民共和国河南省新鄭市に位置する中国鉄路総公司鄭機都市間鉄道の駅。鄭州新鄭国際空港のターミナルに直結しており、鄭州地下鉄の城郊線・鄭許線(17号線)のホームが近接している。

## 沿革
- 2015年12月31日：中国国家鉄路集団鄭機都市間鉄道の駅として開業[1]。

## 駅周辺
- 鄭州新鄭国際空港
- 鄭州地下鉄 新鄭機場駅